# Percey (Yonne)
Percey és un municipi francès al departament del Yonne i a la regió de Borgonya - Franc Comtat. L'any 2007 tenia 265 habitants. Percey és limítrof amb l'Aube pel terme de Les Croûtes.

## Geografia

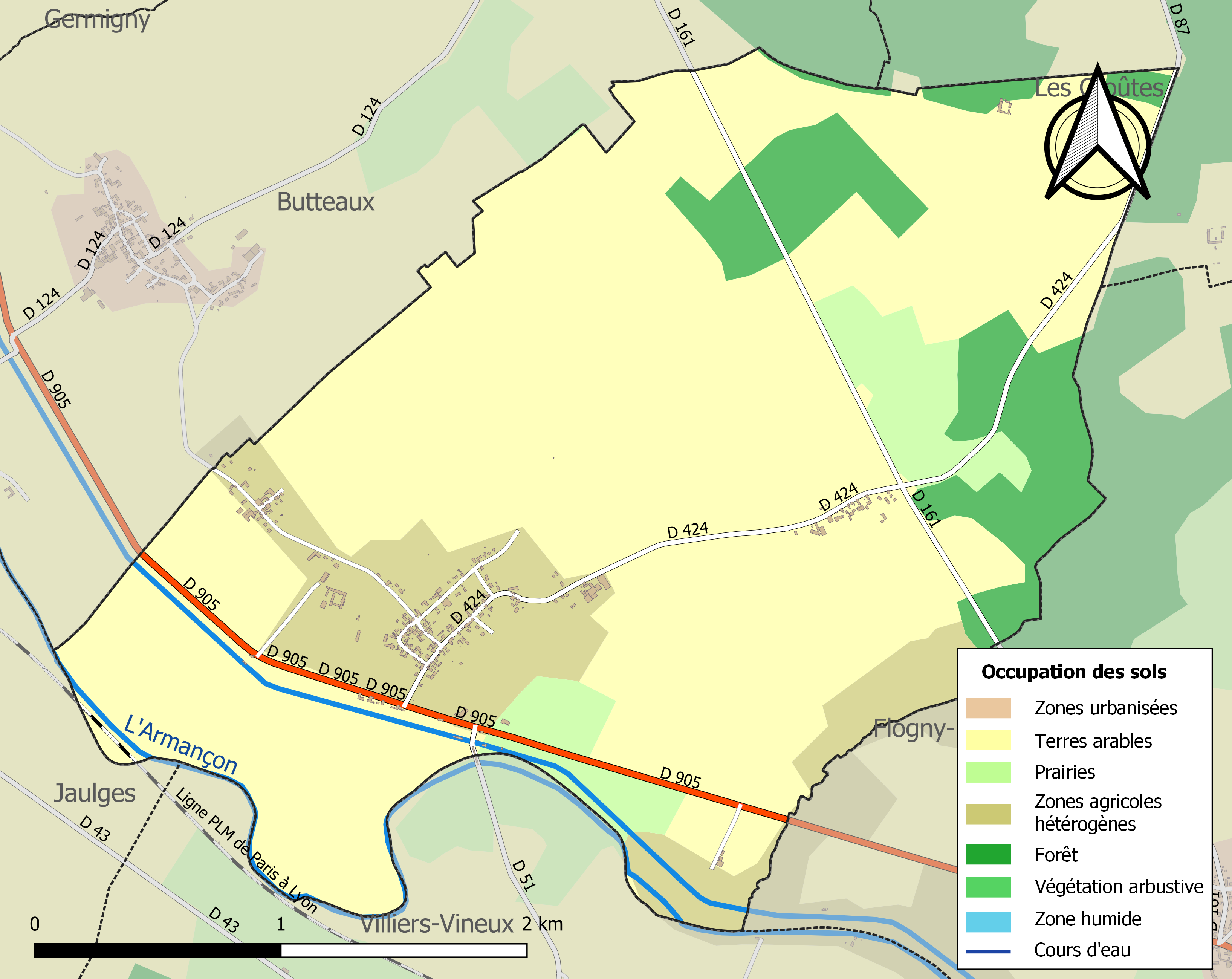
Mapa d'infraestructures i usos del sòl del municipi l'any 2018 (CLC).

Percey és un municipi rural, car és un dels municipis de densitat baixa o molt baixa, en el sentit de la quadrícula de densitat municipal de l'INSEE.
A més la població forma part de la zona d'atracció de Saint-Florentin, de la qual és una població de la corona. Aquesta zona, que inclou 19 poblacions, es classifica en zones de menys de 50.000 habitants.
La cobertura del sòl del municipi, tal com es desprèn de la base de dades biofísica europea de cobertures del sòl CORINE Land Cover (CLC), està marcada per la importància del sòl agrícola (90,6% el 2018), una proporció idèntica a la de 1990 (90,8%). La distribució detallada l'any 2018 és la següent: terres de conreu (71,7%), zones agrícoles heterogènies (12,9%), boscos (9,3%), prats (6%).
L'IGN també ofereix una eina en línia per comparar l'evolució en el temps de l'ús del sòl al municipi (o territoris a diferents escales). S'hi poden accedir en forma de mapes o fotografies aèries diverses èpoques: la Carta Cassini (segle xviii), la carta d'état-major (1820-1866) i el període actual (des del 1950 a avui dia).

## Demografia

### Població
El 2007 la població de fet de Percey era de 265 persones. Hi havia 92 famílies, de les quals 20 eren unipersonals (20 dones vivint soles i 20 dones vivint soles), 24 parelles sense fills, 36 parelles amb fills i 12 famílies monoparentals amb fills.
La població ha evolucionat segons el següent gràfic:

### Habitatges
El 2007 hi havia 140 habitatges, 101 eren l'habitatge principal de la família, 29 eren segones residències i 10 estaven desocupats. 138 eren cases i 1 era un apartament. Dels 101 habitatges principals, 81 estaven ocupats pels seus propietaris, 15 estaven llogats i ocupats pels llogaters i 5 estaven cedits a títol gratuït; 5 tenien dues cambres, 12 en tenien tres, 33 en tenien quatre i 51 en tenien cinc o més. 88 habitatges disposaven pel capbaix d'una plaça de pàrquing. A 38 habitatges hi havia un automòbil i a 54 n'hi havia dos o més.

### Piràmide de població
La piràmide de població per edats i sexe el 2009 era:
| Homes | Edats   | Dones |
| ----- | ------- | ----- |
| 0     | 95 o +  | 0     |
| 0     | 90 a 94 | 0     |
| 0     | 85 a 89 | 0     |
| 0     | 80 a 84 | 4     |
| 4     | 75 a 79 | 8     |
| 8     | 70 a 74 | 4     |
| 8     | 65 a 69 | 4     |
| 8     | 60 a 64 | 12    |
| 8     | 55 a 59 | 12    |
| 4     | 50 a 54 | 8     |
| 16    | 45 a 49 | 8     |
| 4     | 40 a 44 | 12    |
| 8     | 35 a 39 | 8     |
| 4     | 30 a 34 | 4     |
| 4     | 25 a 29 | 4     |
| 4     | 20 a 24 | 8     |
| 20    | 15 a 19 | 8     |
| 4     | 10 a 14 | 12    |
| 4     | 5 a 9   | 0     |
| 4     | 0 a 4   | 0     |

## Economia
El 2007 la població en edat de treballar era de 167 persones, 121 eren actives i 46 eren inactives. De les 121 persones actives 110 estaven ocupades (68 homes i 42 dones) i 11 estaven aturades (5 homes i 6 dones). De les 46 persones inactives 17 estaven jubilades, 11 estaven estudiant i 18 estaven classificades com a «altres inactius».

### Ingressos
El 2009 a Percey hi havia 102 unitats fiscals que integraven 266 persones, la mediana anual d'ingressos fiscals per persona era de 16.123,5 €.

### Activitats econòmiques
Dels 7 establiments que hi havia el 2007, 1 era d'una empresa de fabricació d'altres productes industrials, 3 d'empreses de comerç i reparació d'automòbils, 1 d'una empresa de transport, 1 d'una empresa d'hostatgeria i restauració i 1 d'una empresa de serveis.
Dels 3 establiments de servei als particulars que hi havia el 2009, 1 era un taller de reparació d'automòbils i de material agrícola, 1 taller d'inspecció tècnica de vehicles i 1 restaurant.
L'únic establiment comercial que hi havia el 2009 era una floristeria.
L'any 2000 a Percey hi havia 10 explotacions agrícoles que ocupaven un total de 660 hectàrees.

## Equipaments sanitaris i escolars
El 2009 hi havia una escola elemental integrada dins d'un grup escolar amb les comunes properes formant una escola dispersa.

## Poblacions properes
El següent diagrama mostra les poblacions més properes.